# Teresa Giner
Teresa Giner (Castelló de la Plana, País Valencià, segle xix - segle XX) va ser una política i feminista valenciana.

## Biografia
Teresa Giner era una dona de classe mitja-alta, afiliada i propagandista del Partit Republicà Radical i membre de l'Agrupació Femenina Radical a Castelló de la Plana, que va arribar a ser elegida presidenta del districte 4t de la ciutat. En la seua intervenció en un míting amb motiu de la presentació de les Agrupacions Femenines celebrat al cinema Capitol de Castelló el 1932, va afirmar, d'acord amb el paper que el Partit Republicà atribuïa a la dona, que el principal motiu que li va moure a acceptar la presidència va ser el de poder socórrer les persones econòmicament necessitades. En aquest mateix acte, en produir-se en nom del partit el lliurament de la bandera distintiva de l'Agrupació Femenina, afirmà: «Esta bandera que nos entrega el Partido Republicano Radical, no hay que mirarla solamente, esta bandera la tenemos que amar, al igual que las madres aman a sus hijos». No va fer més que manifestar el sentir del republicanisme radical, les dones havien de contribuir a aqueixa labor de socialització dels valors polítics de la república.
Al març de 1933 va ser una de les primeres dones, al costat de Dolores Climent i Carmen Avinent, que es va incorporar al comitè local de Castelló. Era la primera vegada que s'institucionalitzava la presència femenina en òrgans decisoris del partit.
En les eleccions generals de 1933 va participar en els mítings amb companys de Partit Radical. Malgrat que el vot femení era defensat per moltes dones radicals, la presència de la dona en les llistes electorals preocupava els radicals. De fet, Teresa Giner, en un míting pronunciat a Almassora, manifestava que era lamentable el fet que s'haguera donat el vot a la dona quan tan inclinada estava cap al clericalisme «que en vez de ilustrarla procuraba mantenerla en la ignorancia».
Va morir a Castelló en data desconeguda.